# Francisc Horvath
Francisc Horvath (Lugoj, Rumania, 19 de octubre de 1928) es un deportista rumano retirado especialista en lucha grecorromana donde llegó a ser medallista de bronce olímpico en Melbourne 1956.

## Carrera deportiva
En los Juegos Olímpicos de 1956 celebrados en Melbourne ganó la medalla de bronce en lucha grecorromana estilo peso gallo, tras el soviético Konstantin Vyrupayev (oro) y el sueco Edvin Vesterby (plata).